# ساوث كاردفيك
ساوث كاردفيك الاسم الكامل: (بالإنجليزية: South Cardiff Football Club)‏ هو نادي كرة قدم أسترالي تم إنشاؤه في سنة 1989 الميلادية وشارك في دوري نيو ساوث ويلز الشمالية لكرة القدم.